# Dystasia circulata
Dystasia circulata es una especie de escarabajo longicornio del género Dystasia, familia Cerambycidae. Fue descrita científicamente por Pascoe en 1864.
Habita en Malasia (isla de Borneo). Los machos y las hembras miden aproximadamente 14 mm.